# Dennis Klatt
Dennis H. Klatt (Milwaukee, 31 marzo 1938 – Cambridge, 30 dicembre 1988) è stato un ingegnere statunitense, attivo nella ricerca inerente alle scienze del linguaggio e dell'udito.
Klatt fu un pioniere della sintesi vocale computerizzata e creò un'interfaccia che permise di parlare per la prima volta anche a utenti inesperti senza l'aiuto di un supporto specialistico. Tra gli utilizzatori del DECtalk, il più famoso dei sintetizzatori vocali che egli contribuì a mettere a punto e che era basato sulla sua stessa voce, vi fu anche Stephen Hawking, il quale scelse di continuare a utilizzare il sistema basato sulla voce di Klatt anche dopo che divennero disponibili diversi altri modelli.

## Biografia
Nato nel Wisconsin, e in particolare a Milwaukee, Dennis Klatt ha conseguito una laurea in ingegneria elettrica presso l'Università Purdue di West Lafayette, nel 1961, e un dottorato di ricerca in scienze della comunicazione presso l'Università del Michigan, ad Ann Arbor, nel 1964. Un anno dopo aver conseguito tale titolo fu assunto come ricercatore universitario presso il Massachusetts Institute of Technology, dove divenne capo di un team di ricerca nel 1978, e di cui rimase membro di facoltà fino alla morte.
Autore di oltre 60 articoli scientifici, nel 1987 Klatt è stato insignito sia della Silver Medal in Speech Communication (Medaglia d'Argento nella Comunicazione Vocale) dalla Acoustical Society of America per i suoi "fondamentali ed efficaci contributi alla sintesi e al riconoscimento della parola", sia della medaglia John Price Wetherill dal Franklin Institute "per la progettazione di una macchina in grado di pronunciare distintamente il linguaggio scritto".
Nella sua attività di ricercatore, Klatt ha sviluppato un sistema completo per la sintesi di un discorso parlato a partire da un testo scritto in inglese, e la sua ricerca portò alla realizzazione di una dettagliata specifica delle regole per le durate segmentali dell'inglese. Per fare ciò non esitò a sottoporre la propria gola ai raggi X così da misurare le variazioni della sua laringe al variare dei suoni che articolava; questo e altri esperimenti gli permisero di sviluppare un modello di software, da lui chiamato KlattTalk o anche MITalk (pronunciato "My-Talk"), basato appunto sulla sua stessa voce, che fu in seguito dato in licenza alla Digital Equipment Corporation (DEC), la quale, a partire dal 1984, iniziò a commercializzare il DECtalk, un sintetizzatore vocale basato sul KlattTalk. Oltre alla voce di Klatt, il sintetizzatore, che ben presto iniziò a essere usato per diverse applicazioni da molte compagnie telefoniche ed enti, come ad esempio il National Weather Service e il National Institute for the Blind, dava la possibilità di produrre altre due voci, quella della moglie e della figlia di Klatt, etichettate come "Beautiful Betty" e "Kit the Kid", la voce dell'ingegnere statunitense era invece stata chiamata "Perfect Paul". In seguito la Speech Plus, Inc. ampliò e migliorò il DECtalk, producendone una versione che permetteva di produrre una sola versione di voce, che commercializzò come CallText 5010. 
Tra i tanti utilizzatori dei dispositivi basati sulle ricerche di Klatt, il più famoso fu sicuramente di Stephen Hawking, il quale iniziò a usare il DECtalk poco dopo la sua realizzazione, quando il famoso astrofisico aveva ormai perso la capacità di articolare delle parole. Quando nel 1988, sulla sedia a rotelle di Hawking fu montato il CallText 5010, il quale permetteva di avere una voce dal tono meno robotico, egli chiese di mantenere la voce di Klatt, con la quale ormai si identificava.
Klatt morì a Cambridge, nel Massachusetts, il 30 dicembre 1988 a soli 50 anni, dopo una lunga lotta contro il cancro. Negli anni, nonostante l'avvento di sintetizzatori sempre migliori, Hawking non volle mai smettere di usare CallText 5010 e strinse anche amicizia con lo stesso Klatt, l'uomo che, stando a quanto dichiarato dallo scienziato, "gli aveva dato la sua voce", e che aveva continuato a lavorare per ampliare le capacità del suo sistema anche durante la chemioterapia.